# Freundeskreis Ulrich von Hutten
Der Freundeskreis Ulrich von Hutten ist ein rechtsextremistischer Verein mit etwa 280 Mitgliedern mit Sitz in Starnberg. Der Name der Organisation nimmt Bezug auf den Humanisten Ulrich von Hutten, der bei den Nationalsozialisten als Idol galt.

## Geschichte
Der Freundeskreis wurde im Februar 1982 in Starnberg von dem mehrfach wegen Volksverhetzung verurteilten ehemaligen Wehrmachtsgeneral Otto Ernst Remer und Lisbeth Grolitsch, Mitbegründerin diverser rechtsextremer Organisationen, gegründet und ist immer noch aktiv. Am 11. Juni 1982 wurde er als Verein registriert. Die Organisation wird vom Bundesamt für Verfassungsschutz als rechtsextrem beobachtet. Das Bayrische Landesamt für Verfassungsschutz stuft die Organisation als rechtsextreme Organisation, deren Aktivitäten sich im Allgemeinen auf interne Veranstaltungen beschränken, die kaum Außenwirkung entfalten, ein. Die Organisation hat 280 Mitglieder, davon 30 in Bayern.

## Verbindungen
Die Gruppe war bzw. ist mit anderen nationalistischen Verbänden wie der Deutschen Kulturgemeinschaft (DKG), der Notgemeinschaft für Volkstum und Kultur (NG) und dem Deutschen Kulturwerk Österreich personell verbunden und unterhielt Kontakte zur Nationalistischen Front und der Wiking-Jugend.
Einige mediale Beachtung fand die Organisation zudem durch einen Auftritt des Dirigenten Rolf Reuter, der am 13. Mai 2006 gemeinsam mit Lisbeth Grolitsch einen „Singleiterkurs“ des Freundeskreises Ulrich von Hutten eröffnete und bei dieser Gelegenheit zwei Vorträge mit den Titeln Das deutsche Volkslied als Mutterboden der Hochkultur und Anton Bruckner und die deutsche Volksseele vor der neofaschistischen Organisation hielt.

## Huttenbriefe
Die Gruppe verlegt die sechsmal jährlich erscheinende Zeitschrift „Huttenbriefe – für Volkstum, Kultur, Wahrheit und Recht“, die auch im Internet veröffentlicht wird. Die Zeitschrift wurde im Jahr 1982 von Remer und Grolitsch gegründet. Seit dem Tod Remers lag sowohl die Leitung der Organisation als auch die Herausgeberschaft der Zeitschrift bis zu deren Ableben im Juli 2017 bei Grolitsch. Autoren sind oder waren neben Grolitsch unter anderem Herbert Schweiger, Lothar Greil und Hans Werner Bracht. Erscheinungsort für Deutschland ist Stockstadt am Main und für Österreich Graz. Die Schriftleitung und Herausgeberschaft hat ihren Sitz ebenfalls in Graz. Die Zeitschrift hat heute eine Auflage von 4.000 Exemplaren.